# Eucriotettix edithae
Eucriotettix edithae är en insektsart som beskrevs av Johann Heinrich Kaltenbach 1979. Eucriotettix edithae ingår i släktet Eucriotettix och familjen torngräshoppor. Inga underarter finns listade i Catalogue of Life.